# 내 팔자가 상팔자
"내 팔자가 상팔자"는 한국에서 제작된 심우섭 감독의 1969년 영화이다. 김희갑 등이 주연으로 출연하였고 차태진 등이 제작에 참여하였다.

## 출연

### 주연
- 김희갑
- 구봉서
- 손방원
- 송해
- 도금봉

## 기타
- 조명: 고해진
- 미술: 이문현